# The Wall – Live in Berlin
The Wall Live in Berlin Roger Waters 1990 szeptemberében megjelent koncertalbuma. A felvétel az 1990. július 21-én Berlinben tartott gigantikus koncerten készült, mely a Pink Floyd együttes The Wall című albumának előadása volt. A koncert aktualitását a berlini fal lebontása és Németország újraegyesítése adta.

## Története
A Potsdamer Platzon tartott koncert nagyobb volt, mint a Pink Floyd 1980-81-ben tartott The Wall előadásai. A koncertet 200 000 néző nézte a színpad előtti elkerített területen és további 500 000 néző pedig a környező utcákból, valamint a tér azon pontjairól, melyek nem voltak elkerítve. 35 országban sugározták élőben a televíziók, így 500 millió ember nézte meg saját otthonából. Az előadás az addigi idők legnagyobb rock koncertje volt.
A koncertet teljes egészében Waters finanszírozta, a befektetés később a CD és videó eladásokból térült meg, a profitot pedig odaadományozta egy alapítványnak, amely a világháború áldozataival és a túlélők megsegítésével foglalkozik, Waters adománya jelentette az alapítvány számára az induló tőkét.
Waters az alábbi zenész társait is felkérte a fellépésre: Peter Gabriel, Rod Stewart, Joe Cocker, Bruce Springsteen és Eric Clapton, azonban egyikük sem lépett fel, volt aki „kimentette magát”, volt aki egyszerűen visszautasította.
A következő zenészek fogadták el a meghívást: Ute Lemper, The Band, The Hooters, Van Morrison, Sinéad O’Connor, Cyndi Lauper, Marianne Faithfull, Scorpions, Joni Mitchell, Jerry Hall, Paul Carrack, Tim Curry, és Bryan Adams.
Waters berlini koncertje és a Pink Floyd eredeti The Wall előadása között számos különbség van. A Mother és az Another Brick in the Wall, part II hangszerszólókkal egészült ki, az utóbbi pedig egy határozott lezárással ért véget. Az In The Fleshnek (a 80-81-es koncertekhez hasonlóan) hosszabb a bevezetője, a Comfortably Numb is hosszabb két gitáros szólójával illetve a dal végén megismételt refrénnel. A The Show Must Go On kimaradt, a The Last Few Bricks és a What Shall We Do Now viszont bekerült az előadásba (a The Last Few Bricks rövidebb lett). A The Trial előadása alatt élő színészek játszanak, a falról lelógó tanárt Thomas Dolby alakítja.
The Wall Live in Berlin címmel jelent meg a koncert CD-n, valamint videón.

## Számok

### 1. CD
1. In the Flesh? – a Scorpions előadásában.
2. The Thin Ice – Ute Lemper & Roger Waters előadásában, közreműködött továbbá a Bayerischer Rundfunk Orchestra & Choir
3. Another Brick in the Wall (Part 1) – Roger Waters előadásában, szaxofonszóló Garth Hudson
4. The Happiest Days of Our Lives – Roger Waters előadásában
5. Another Brick in the Wall (Part 2) – Cyndi Lauper előadásában, gitárszóló Rick DiFonzo és Snowy White, szintetizátor szóló Thomas Dolby
6. Mother – Sinéad O’Connor és a The Band előadásában, harmonika Garth Hudson, énekel továbbá Rick Danko és Levon Helm; akusztikus részek The Hooters.
7. Goodbye Blue Sky – Joni Mitchell és a Bayerischer Rundfunk Orchestra & Choir előadásában, fuvola James Galway
8. Empty Spaces/What Shall We Do Now? – Bryan Adams és Roger Waters, valamint a Bayerischer Rundfunk Orchestra & Choir előadásában
9. Young Lust – Bryan Adams előadásában, gitárszóló Rick DiFonzo és Snowy White
10. Oh My God – What a Fabulous Room" – Jerry Hall előadásában (a One of My Turns intrója)
11. One of My Turns – Roger Waters előadásában
12. Don't Leave Me Now – Roger Waters előadásában
13. Another Brick in the Wall (Part 3) – Roger Waters (followed by the medley The Last Few Bricks) és a Bayerischer Rundfunk Orchestra & Choir előadásában
14. Goodbye Cruel World – Roger Waters előadásában

### 2. CD
1. Hey You – Paul Carrack előadásában
2. Is There Anybody Out There? – a Bayerischer Rundfunk Orchestra & Choir előadásában; klasszikus gitár Rick DiFonzo és Snowy White
3. Nobody Home – Roger Waters és a Bayerischer Rundfunk Orchestra & Choir előadásában, gitár szóló Snowy White
4. Vera – Roger Waters és a Bayerischer Rundfunk Orchestra & Choir előadásában
5. Bring the Boys Back Home – a Bayerischer Rundfunk Orchestra & Choir és a Military Orchestra of the Soviet Army előadásában
6. Comfortably Numb – Van Morrison, Roger Waters és a The Band, valamint a Bayerischer Rundfunk Orchestra & Choir előadásában, gitár szóló Rick DiFonzo és Snowy White
7. In the Flesh – Roger Waters, és a Bayerischer Rundfunk Orchestra and Choir, valamint a Military Orchestra of the Soviet Army előadásában
8. Run Like Hell – Roger Waters előadásában
9. Waiting for the Worms és Stop – Roger Waters és a Bayerischer Rundfunk Orchestra and Choir előadásában
10. The Trial – a Bayerischer Rundfunk Orchestra and Choir előadásában, közreműködik:
  1. Tim Curry mint az Ügyész
  2. Thomas Dolby mint a Tanár
  3. Ute Lemper mint a Feleség
  4. Marianne Faithfull mint az Anya
  5. Albert Finney mint a Bíró
11. The Tide is Turning – (After Live Aid) a csapat előadásában (vezető ének Roger Waters, Joni Mitchell, Cyndi Lauper, Bryan Adams, Van Morrison és Paul Carrack.), közreműködik a Bayerischer Rundfunk Orchestra and Choir.

## Közreműködők
- Roger Waters: ének, basszusgitár, akusztikus gitár a Motherben, ritmusgitár a Hey You-ban.
- Scorpions:
  - Klaus Meine: ének
  - Rudolf Schenker: gitár
  - Matthias Jabs: gitár
  - Francis Buchholz: basszusgitár
  - Herman Rarebell: dob
- Ute Lemper: ének
- Cyndi Lauper: Dob, ének
- Thomas Dolby: Billentyű, ének
- Sinéad O’Connor: ének
- The Band:
  - Levon Helm: ének
  - Rick Danko: ének
  - Garth Hudson: harmonika, szaxofon
- The Hooters: akusztikus gitár
- Joni Mitchell: ének.
- James Galway: fuvola
- Bryan Adams: gitár, ének
- Jerry Hall: ének
- Paul Carrack: ének
- Van Morrison: ének
- Tim Curry: ének
- Marianne Faithfull: ének
- Albert Finney: ének

The Bleeding Heart Band
- Rick DiFonzo: gitár
- Snowy White: gitár
- Andy Fairweather-Low: basszusgitár, gitár, ének
- Peter Wood: billentyűsök, orgona, szintetizátor
- Nick Glennie-Smith: billentyűsök, orgona, szintetizátor
- Graham Broad: dob
- Stan Farber: háttérének
- Joe Chemay: háttérének
- Jim Haas: háttérének
- John Joyce: háttérének

Egyéb
- The Rundfunk Orchestra, vezényelte Michael Kamen.
- The Rundfunk Choir.
- The Military Orchestra of the Soviet Army.
- Paddy Moloney (member of The Chieftans. Szerepel a közreműködők névsorán, de tevékenysége nem ismert.)

## Külső hivatkozások
- The Wall Live in Berlin